# Groß Ammensleben
Groß Ammensleben – dzielnica w centrum gminy Niedere Börde, w Niemczech, w kraju związkowym Saksonia-Anhalt, w powiecie Börde, nad rzeką Siegrinne oraz Kanałem Śródlądowym, na trasie drogi krajowej B71. W 2016 liczyła 1400 mieszkańców.

## Obiekty
- Klasztor
- stacja kolejowa

## Galeria

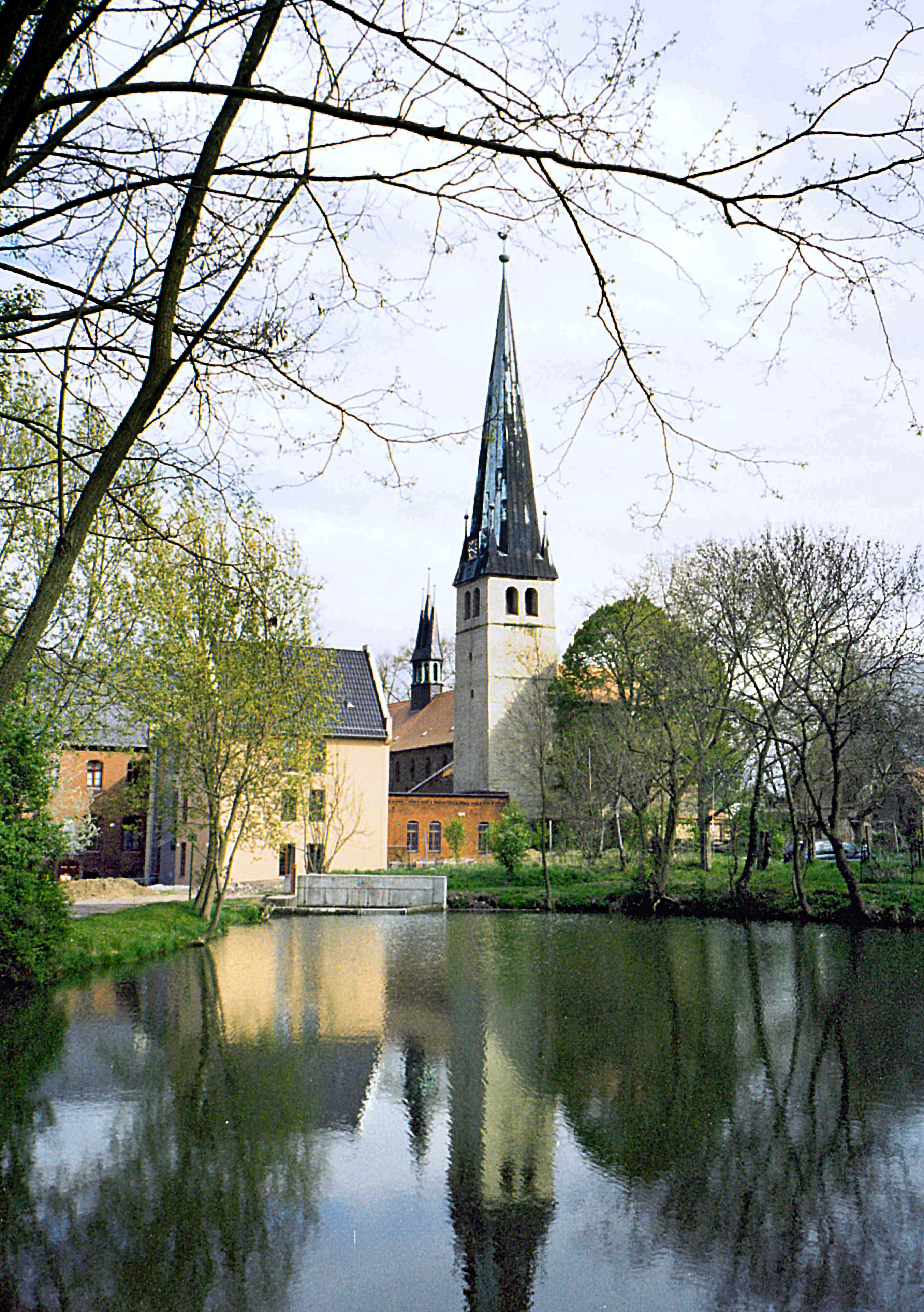
Staw oraz klasztor
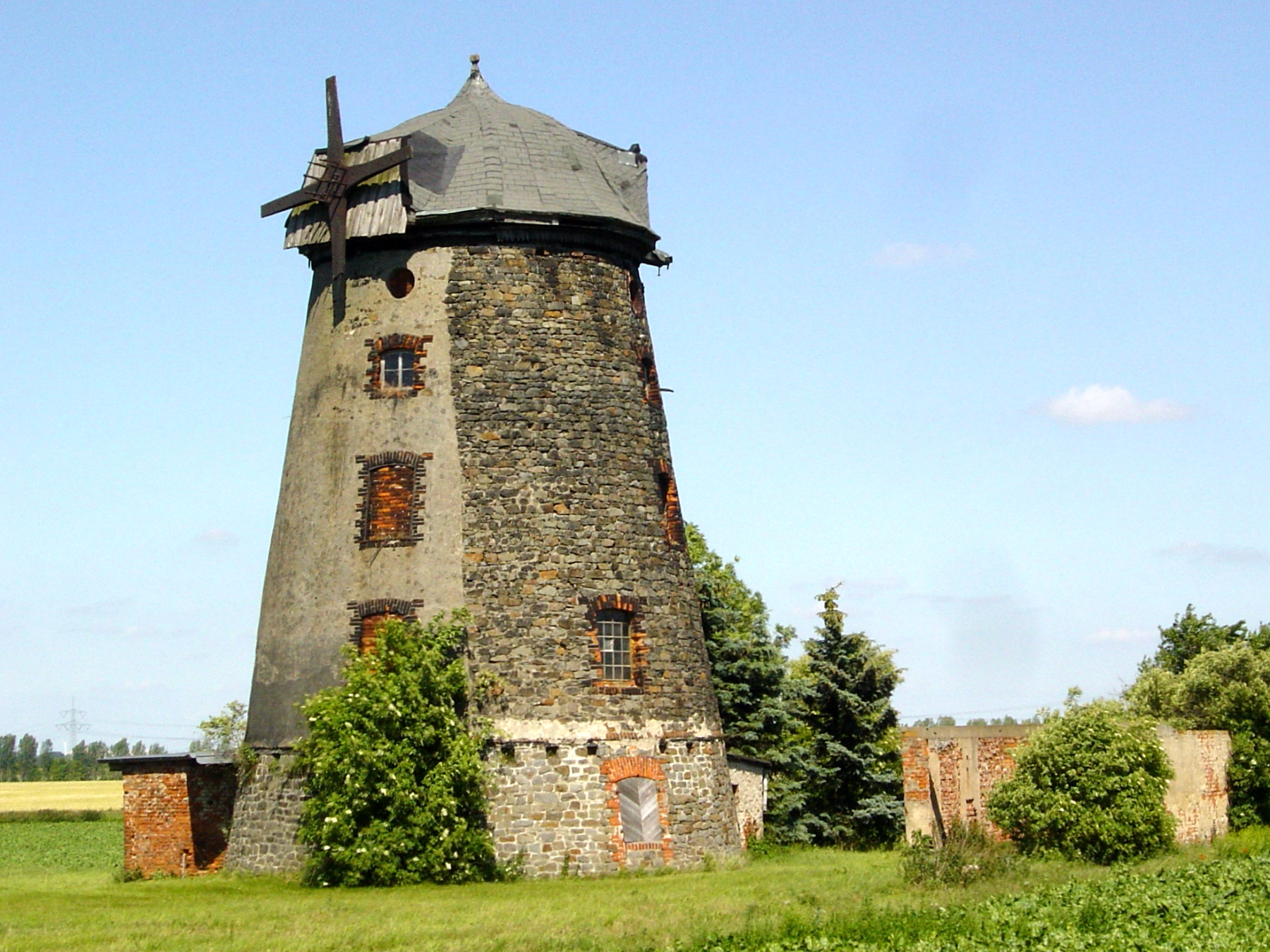
Wiatrak
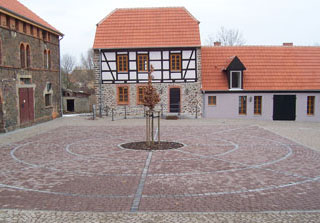
Plac kończący ulicę Domäne (pl. Posiadłość)